# Apogon wassinki
Apogon wassinki är en fiskart som beskrevs av Bleeker, 1861. Apogon wassinki ingår i släktet Apogon och familjen Apogonidae. IUCN kategoriserar arten globalt som livskraftig. Inga underarter finns listade i Catalogue of Life.